# مونامي غوش
مونامي غوش (بالبنغالية: মনামী ঘোষ)‏ هي ممثلة هندية، ولدت في 13 يوليو 1988 في الهند.

## وصلات خارجية
- مونامي غوش على موقع IMDb (الإنجليزية)